# ماکوندوچی
مکوندچی (Mji wa Makunduchi به زبان سواحیلی) یک شهر تاریخی و پایتخت بخش در منطقه جنوبی اوانگویا، منطقه جنوبی کوسینی در تانزانیا است. این شهر در محدوده کاجنگوا و امتیگانی قرار دارد و محله‌های کیونگونی، نگانانی و کیجینی را در بر می‌گیرد. این شهر شامل دو سکونتگاه متفاوت است که حدود ۲ کیلومتر از هم فاصله دارند: "مکوندچی قدیمی" در شرق و "مکوندچی جدید". مکوندچی قدیمی یک روستای کوچک ماهیگیری در سواحل اقیانوس هند است که در محله نگانانی قرار دارد، در حالی که مکوندچی جدید دارای برخی ساختمان‌های مدرن، مغازه‌ها و همچنین بلوک‌های آپارتمانی است که در دهه ۱۹۷۰ با کمک آلمان شرقی در ازای حمایت سیاسی تانزانیا در سطح بین‌المللی ساخته شد. این شهر همچنین زادگاه و محل دفن چهارمین رئیس‌جمهور زنگبار، ادریس عبدالواکیل است. مکوندچی همچنین زادگاه سامیا سلوهو حسن، رئیس‌جمهور تانزانیا است. سایر سیاستمداران معروف از مکوندچی شامل محمد غریب بیلال و نویسنده مشهور محمد سعید عبدالله هستند.

## تاریخ
واحدیموها ساکنان اصلی جزیره زنگبار و ساکنان بومی مکوندچی هستند. سکونتگاه قدیمی آن‌ها هنوز هم در جنوب شرقی ساحل جزیره قابل مشاهده است. بر اساس سرشماری بومی سال ۱۹۲۴ که توسط بریتانیایی‌ها انجام شد، در مجموع ۳۹۱۱ نفر در آنجا زندگی می‌کردند: ۱۱۹۰ مرد بالغ، ۱۵۳۱ زن بالغ، ۶۱۵ پسر و ۵۷۵ دختر. در مجموع ۱۵۷۹ کلبه وجود دارد. ساکنان ادعا می‌کنند که نام مکوندچی از نام محلی گرفته شده که ادعا می‌کنند از آن آمده‌اند، که به نام کندوچی شناخته می‌شد و در سرزمین اصلی، در مقابل جنوبی‌ترین قسمت جزیره قرار داشت.
در دهه ۱۹۲۰، مکوندچی تنها مکانی در سلطنت زنگبار بود که هنوز از شترها برای حمل و نقل استفاده می‌شد. این شترها عمدتاً متعلق به هندیانی هستند که به عنوان "ماکومبارو" شناخته می‌شوند. مکوندچی تنها مکانی است که دارای سکونتگاه این هندی‌ها است، خانه‌های آن‌ها در کاتچ و کاتیوار قرار دارد، به جز تعداد کمی که در شهر زنگبار هستند. حدود سی خانواده کوزه‌گر در آنجا زندگی می‌کنند و کلمه ماکومبارو از کلمه سانسکریتی "کومباکار" گرفته شده است. آن‌ها در هماهنگی با واحدیموها زندگی می‌کنند و فرزندانشان را در مناطق روستایی بزرگ می‌کنند. بچه‌ها به زبان کیهادیمو و همچنین با ساکنان محلی صحبت می‌کنند. زنان مکوندچی و جامبیانی از برگ‌های نخل وحشی برای ساختن حصیرهای رنگی با حاشیه استفاده می‌کنند. این حاشیه در حصیرهای سایر روستاها وجود ندارد و به نام "ندوو" که به معنی ریش است، شناخته می‌شود. در سال ۱۹۱۹، دفتر استعماری بریتانیا فانوس دریایی راس مکوندچی را در کنار سکونتگاه تاریخی ساخت.

## جشنواره‌ها
علاوه بر سنت‌های مرسوم، بومیان زنگبار و پمبا همچنان از تقویم خورشیدی باستانی که از ایرانیان به ارث برده‌اند، استفاده می‌کنند. سایر واحدیموها، واتو‌مباتوها و واپمباها نیز آداب روز سال نو را جشن می‌گیرند که شامل خاموش کردن آتش‌ها، پخش کردن خاکستر در تقاطع‌ها، گردگیری خانه‌ها با خاکستر آردی، گرفتن حمام‌های تشریفاتی در دریا و برگزاری مهمانی‌ها است.
مردم مکوندچی دو سنت دیگر را نیز دنبال می‌کنند؛ دو نفر در یک کلبه کوچک ساخته شده از برگ‌های خشک نارگیل قرار می‌گیرند. سپس کلبه به آتش کشیده می‌شود و سنگ‌هایی به داخل آتش پرتاب می‌شوند. اگرچه این دو مرد باید داخل کلبه بمانند، اما از پشت کلبه فرار می‌کنند. پس از آن، مردان مسن دور قبر یک پدر بزرگ که مدت‌ها پیش از دنیا رفته و نامش فراموش شده است، می‌رقصند.
مکوندچی بیشتر به خاطر جشن‌های "مواکا کوگوا" یا "مواکا کوگا" که میراث شیرازی و سواحیلی هستند و در ماه‌های جولای و آگوست برگزار می‌شوند تا سال نو را جشن بگیرند، شناخته می‌شود. در مواکا کوگوا، یک نبرد آیینی انجام می‌شود و در پایان آن یک کلبه سوزانده می‌شود. سپس، پیش‌بینی‌هایی برای سال جدید بر اساس جهت دود انجام می‌شود.
هدف اصلی این جشنواره، درخواست کمک و حفاظت از ارواح برای اطمینان از رفاه کشور و شهروندان آن بود. این جشن بخشی از مجموعه مراسم کشاورزی بود. امروزه تنها مواکا کوگوا، یا جشن سال نو باقی مانده است. در سال‌های اخیر، اهمیت این جشنواره افزایش یافته است. تورهایی برای بازدید از جشنواره و توضیح و نشان دادن آداب و رسوم برگزار می‌شود.

## اقتصاد
مکوندچی یک منطقه تاریخی محافظت شده در زنگبار است. این شهر بخشی مهم از تاریخ مدرن و باستانی تانزانیا است. مانند بیشتر مناطق جزیره، گردشگری تعطیلاتی و رویدادهای ویژه یک صنعت در حال رشد و مهم در این شهر است. اولین هتل بین‌المللی گردشگری در ساحل مکوندچی در سال ۲۰۰۶ ساخته شد.